# Écluse Côte-Sainte-Catherine

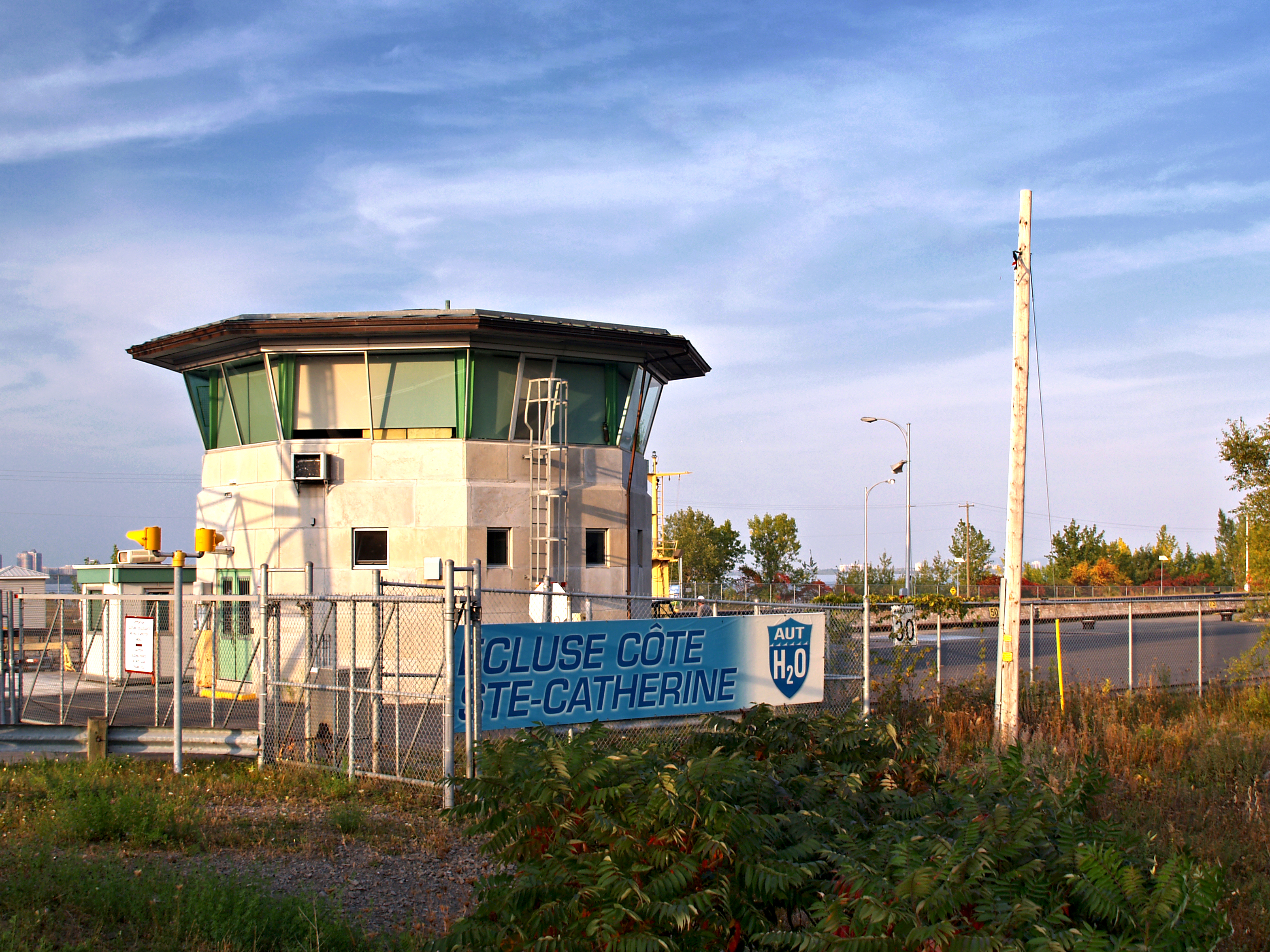
Écluse Côte-Sainte-Catherine

L'écluse Côte-Sainte-Catherine est située à Sainte-Catherine, au sud-est de Montréal.

## Géographie

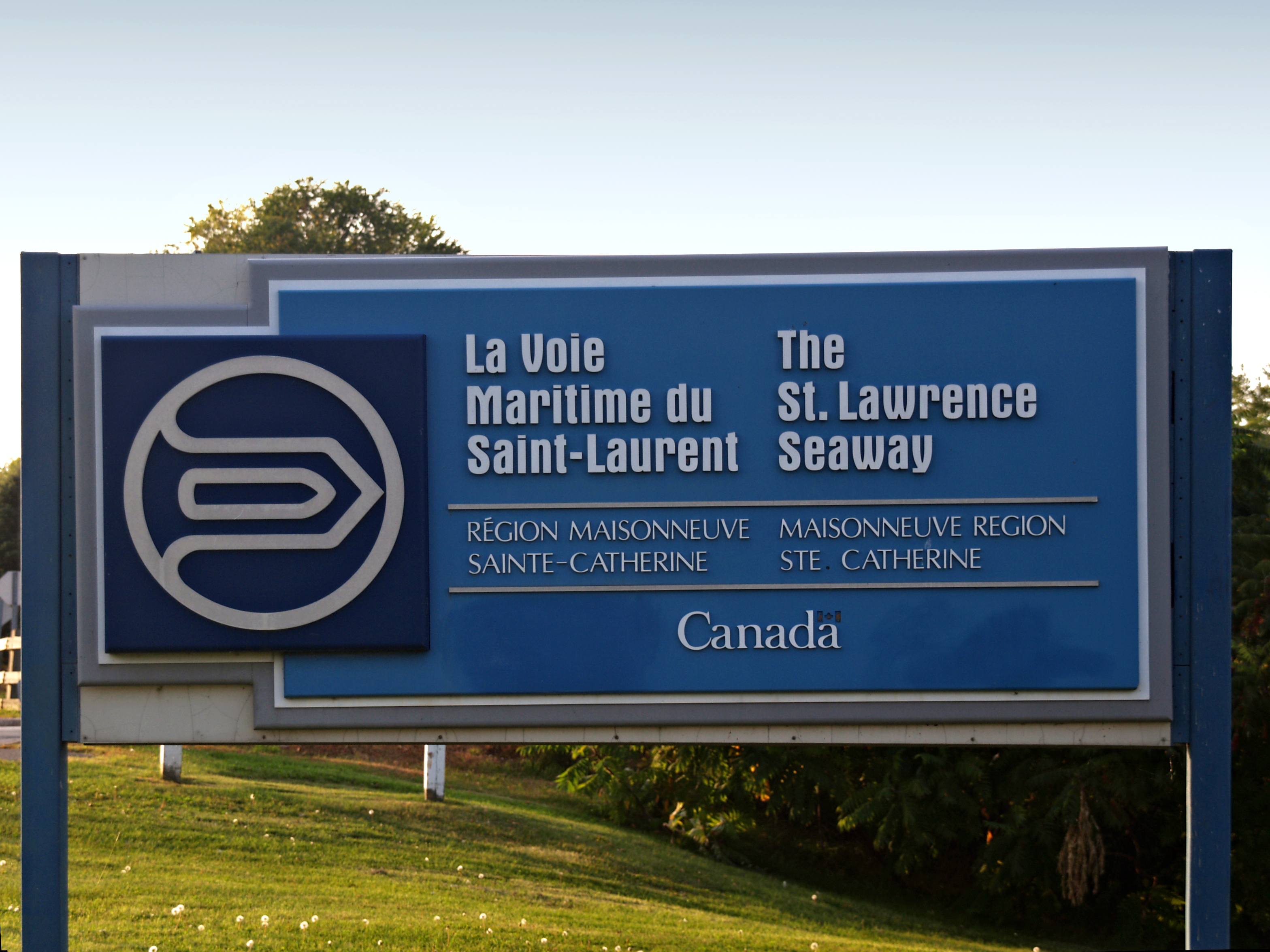
La voie maritime à Sainte-Catherine

L'écluse est implantée sur le Canal de la Rive-Sud, l'une des composantes de la voie maritime du Saint-Laurent. 

Le canal de la Rive-Sud d'une longueur de 14 milles nautiques entre le port de Montréal et le lac Saint-Louis, comporte deux écluses, celle de Saint-Lambert et celle de Côte-Sainte-Catherine. Il a été créé pour permettre aux navires de franchir les rapides de Lachine qui sont localisés entre l'Île aux Hérons sur le fleuve Saint-Laurent et Sainte-Catherine et que Champlain nommait « Sault Saint-Louis ». 
L'ouvrage est compris entre l'île de la voie maritime et l'île du Seigneur, cette dernière aménagée en parc de la Côte-Sainte-Catherine.
L'écluse Côte-Sainte-Catherine se trouve en aval de l'écluse de Beauharnois du Canal Beauharnois.

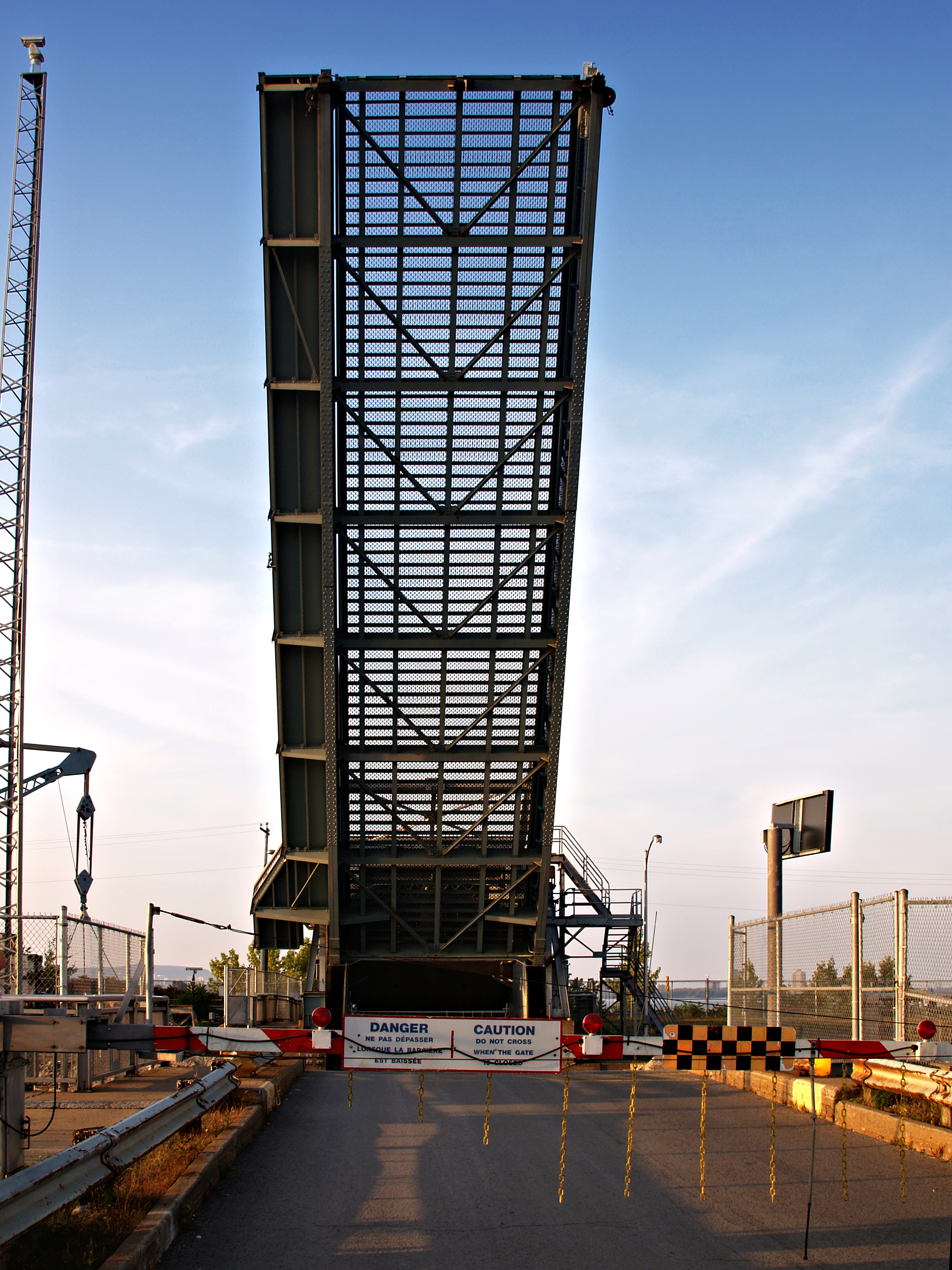
Pont de l'écluse

## Caractéristiques
Le sas permet d'élever de 9 mètres les navires pour rejoindre le canal en amont de l'écluse. 
Les caractéristiques des écluses de la Voie maritime du Saint-Laurent sont identiques. Une écluse mesure 233,5 mètres de longueur, 24,4 mètres de largeur et 9,1 mètres de profondeur.
La saison de la voie maritime s’étend de la mi-mars jusqu’à la quatrième semaine de décembre, le jour de clôture est variant.

## Histoire
L'écluse Côte-Sainte-Catherine a été Inaugurée le 26 juin 1959 en présence de la reine Élisabeth II. C'est aussi en 1959 qu'est devenue opérationnelle dans sa forme actuelle, la voie maritime du Saint-Laurent.
Sa construction a nécessité le déplacement de 54 maisons le long du boulevard Marie-Victorin (Sainte-Catherine), une artère longeant la rive du fleuve en aval de celui-ci. 

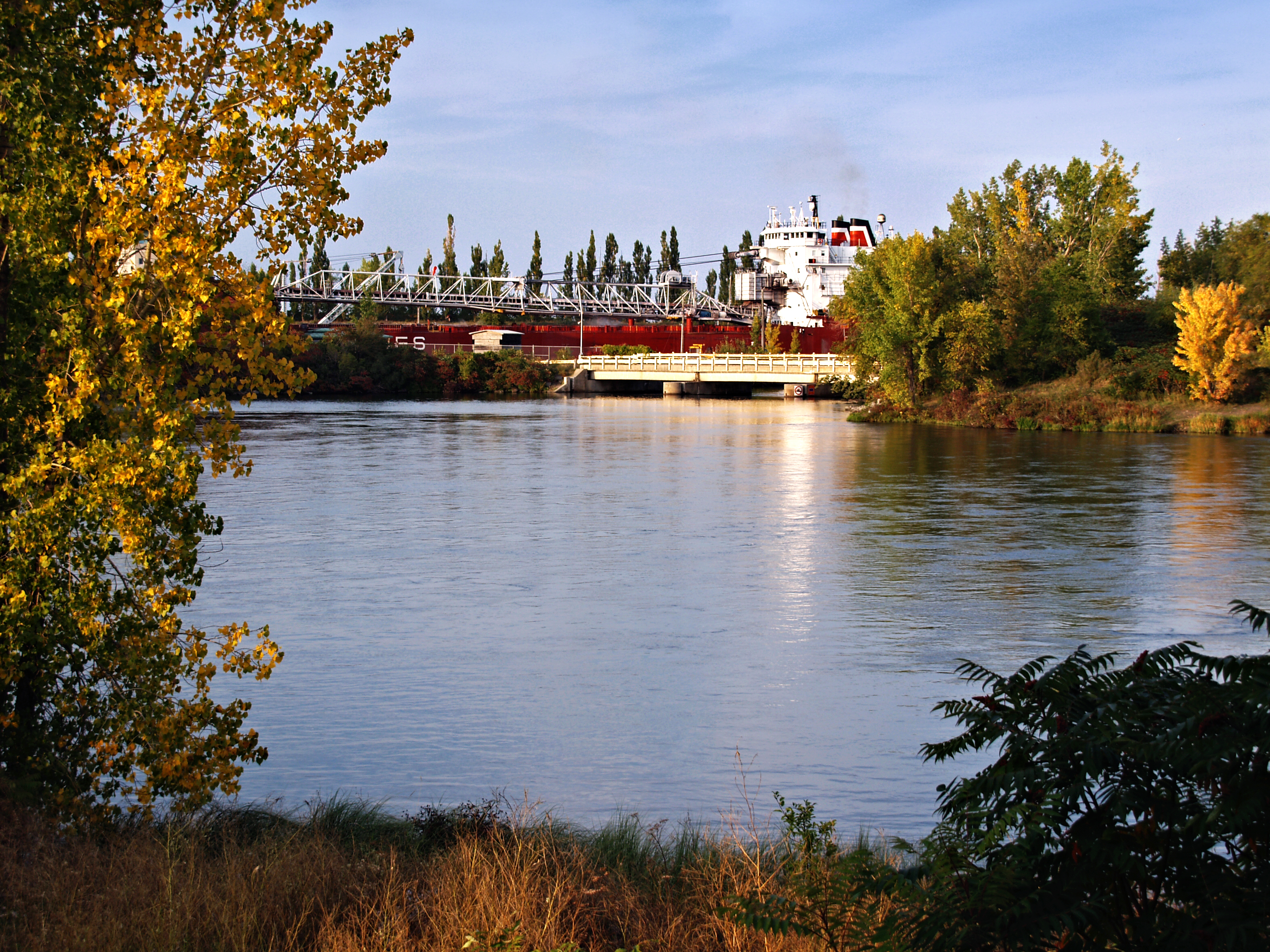
Navire en aval de l'écluse
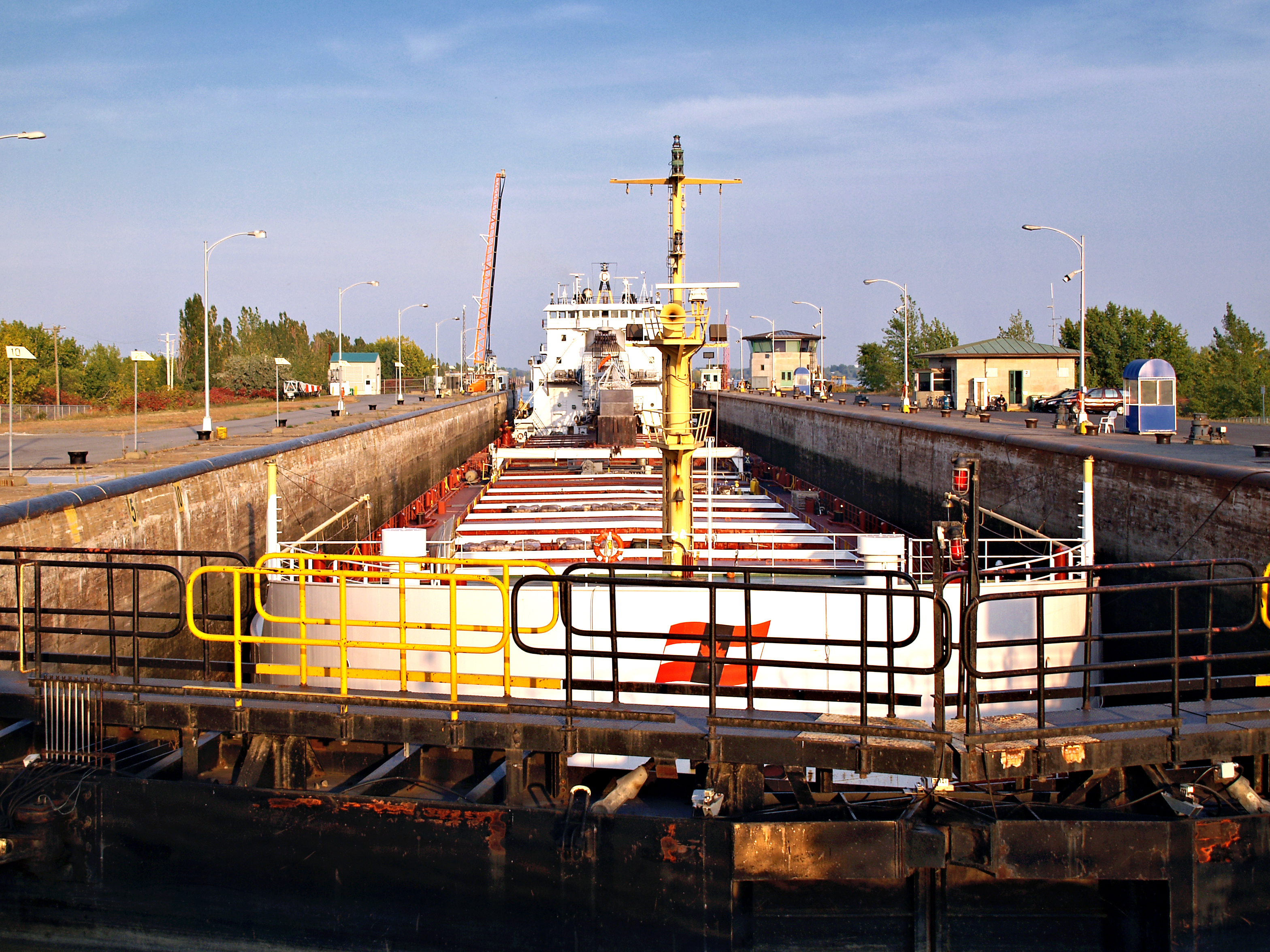
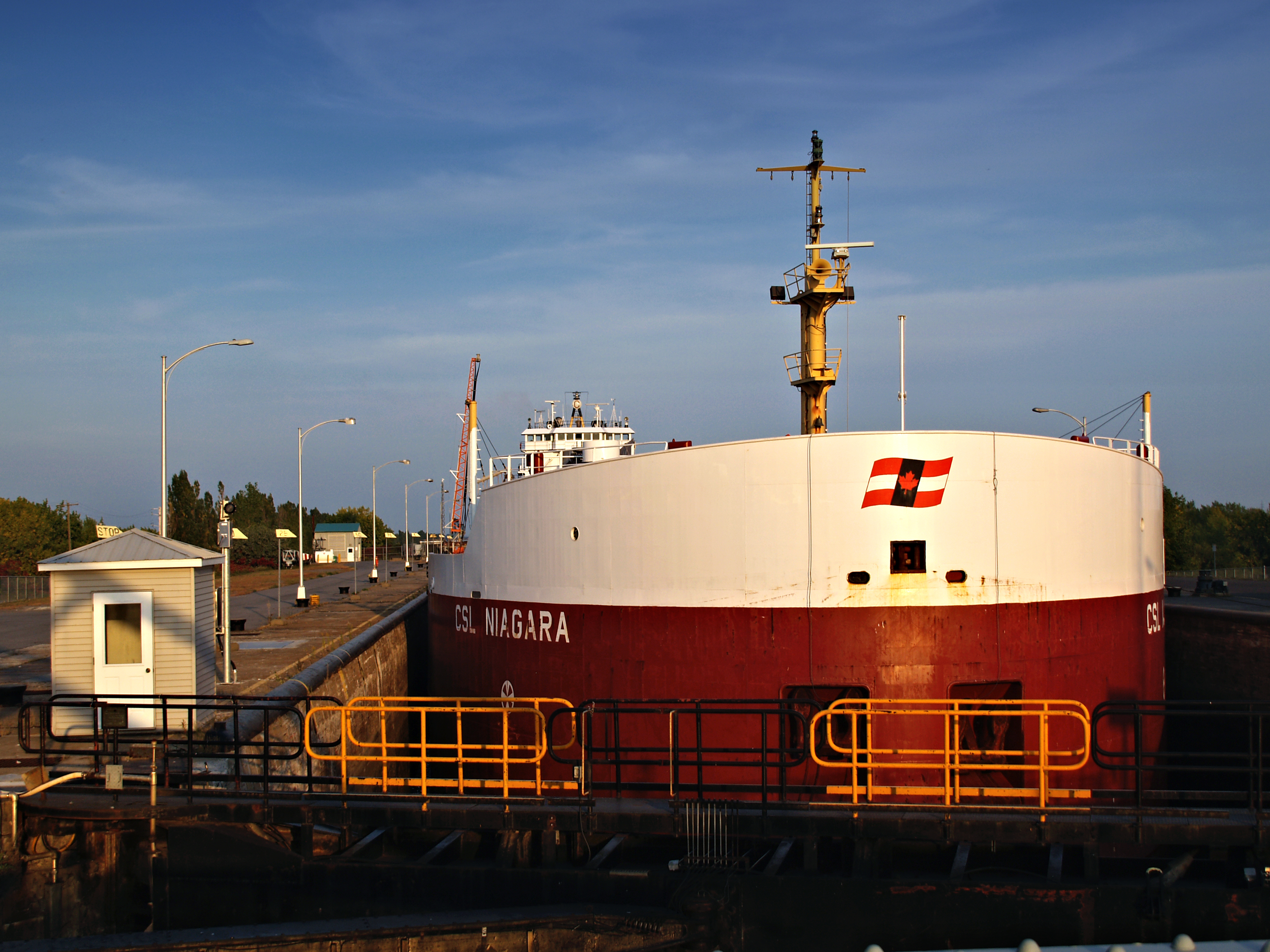
Navire élevé
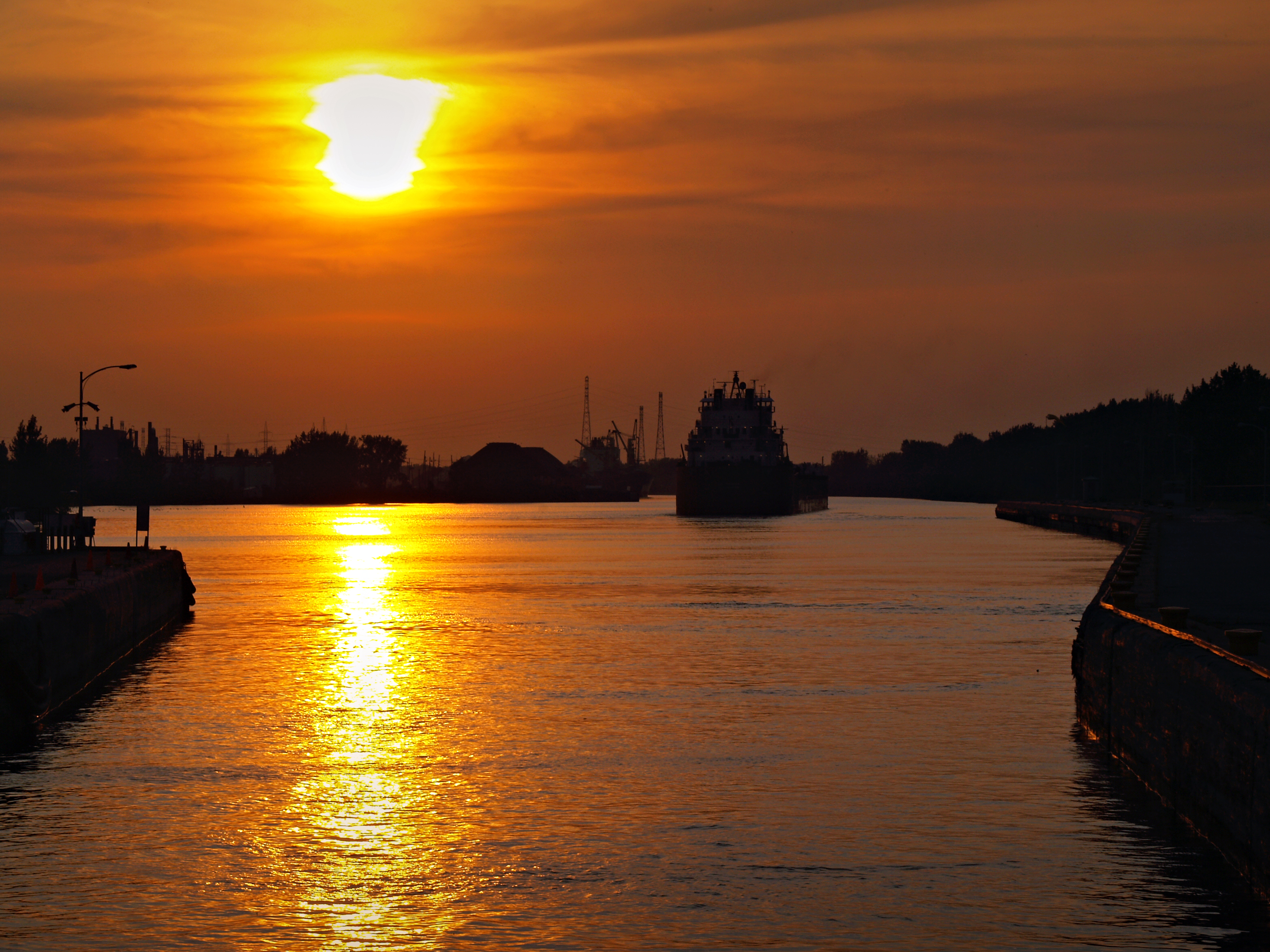
Navire en amont de l'écluse